# Tribelos intextum
Tribelos intextum är en tvåvingeart som först beskrevs av Walker 1856.  Tribelos intextum ingår i släktet Tribelos, och familjen fjädermyggor. Arten är reproducerande i Sverige.